# Karl Alewell
Karl Alewell (ur. 1931, zm. 8 lutego 2012) – niemiecki ekonomista, profesor, w latach 1978-1986 rektor Uniwersytetu w Giessen w latach 1976–1986, wiceprezydent Konferencji Rektorów Uniwersytetów RFN, ekspert w obrębie marketingu. Otrzymał w 1986 tytuł doktora honoris causa Uniwersytetu Łódzkiego oraz Honorową Odznakę miasta Łodzi.
Ukończył studia w zakresie zarządzania przedsiębiorstwem w Hamburgu; W 1957 uzyskał doktorat, a w 1963 habilitację na Uniwersytecie w Hamburgu. W 1965 został mianowany profesorem zwyczajnym na pierwszej katedrze zarządzania przedsiębiorstwem na Uniwersytecie w Gießen gdzie przepracował 31 lat. 